# Go, Dog. Go! (TV-serija)
Go, Dog. Go! je ameriška-kanadska televizijska serija, ki se je prvič predvajala 26. januar 2021 na Netflixu. Zgodba temelji na knjiga P. D. Eastmana.
Druga sezona serije se je začela predvajati 7. december 2021. Tretja sezona serije se je začela predvajati 19. september 2022. Četrta sezona serije se je začela predvajati 27. november 2023.

## Igralci
- Michela Luci kot Tag Barker[2]
- Callum Shoniker kot Scooch Pooch[2]
- Katie Griffin kot Ma Barker[2]
- Martin Roach kot Paw Barker[2]
- Tajja Isen kot Cheddar Biscuit[2]
- Lyon Smith kot Spike Barker in Gilber Barker[2]
- Judy Marshank kot Grandma Marge Barker[2]
- Patrick McKenna kot Grandpaw Mort Barker[2]